# Musée Stibbert
Le musée Stibbert est un des musées de Florence issu du legs de ses armes et armures par un collectionneur né de père britannique, dans cette ville. Il est situé 26, via collinare, sur le colle di Montughi. Le musée contient plus de 36 000 artefacts, dont une vaste collection d’armures des civilisations orientales et occidentales.

## Histoire
Frederick Stibbert (1838-1906), dont la famille avait acquis la Villa Montughi appartenant auparavant à la famille Davanzati (it), y accumula ses collections d'armes anciennes et d'armures médiévales, d'origines italienne, allemande, islamique, turque et japonaise du XVe au XIXe siècle. Il légua sa villa enrichie somptueusement et son contenu ainsi que le parc, à la ville de Florence, qui l'intégra en 1908 dans une fondation (comme cela se fit pour le musée Horne d'origine similaire), et un musée accessible au public comme le jardin et ses sculptures.

## Le musée
La villa, qui était autrefois la maison de Stibbert, compte 57 pièces qui exposent toutes ses collections du monde entier. La plupart des murs sont recouverts de cuir et de tapisseries, et les pièces sont encombrées d’objets. Des peintures sont exposées dans chaque pièce, dont des natures mortes et des portraits. Il y a aussi des meubles de valeur, des porcelaines, des crucifix toscans, des artefacts étrusques et une tenue portée par Napoléon Ier de France.

## Collections
Armes et ArmuresLa partie la plus impressionnante des collections est certainement celle des armures, unique par sa richesse, son internationalité et la scénographie de l'exposition, on y trouve près de 16 000 pièces d'époques diverses, majoritairement d'Europe centrale ; il y a quelques exemples de la région des Balkans, d'autres d'origine sarde et des pièces du Moyen-Orient et du Japon. Outre une collection imposante d'armures, d'armes blanches, d'armes à feu, la pièce majeure de cette collection d'armures est manifestement la salle dite « de la cavalcade » qui comprend une vingtaine de montures et cavaliers équipés de pied en cap. On trouve également une collection japonaise, la plus importante du monde en dehors du Japon, avec des katana et des armures spectaculaires ayant appartenu aux derniers samouraïs et achetés à la fin du XIXe siècle.
PeinturesPortraits, peintures flamandes, une Madone de Botticelli, deux Saints de Carlo Crivelli, un Saint Michel de Cosimo Rosselli, un portrait de Médicis par Il Bronzino, un panneau de cassone, deux toiles de Luca Giordano...
CostumesDivers dont la pièce majeure : le costume du couronnement endossé par l'Empereur Napoléon Ier lors de la cérémonie à Milan en 1805.
Céramiques et porcelainesdifférentes origines française, anglaise et italienne.
Les lieuxles salles du rez-de-chaussée accueillent les collections d'armes et les étages avec leurs pièces à vivre toutes décorées (salon de musique, chambres, bureau personnel, salle de bal monumentale, fumoir recouvert de majolique) témoignent du goût éclectique de son propriétaire.

## Édifice

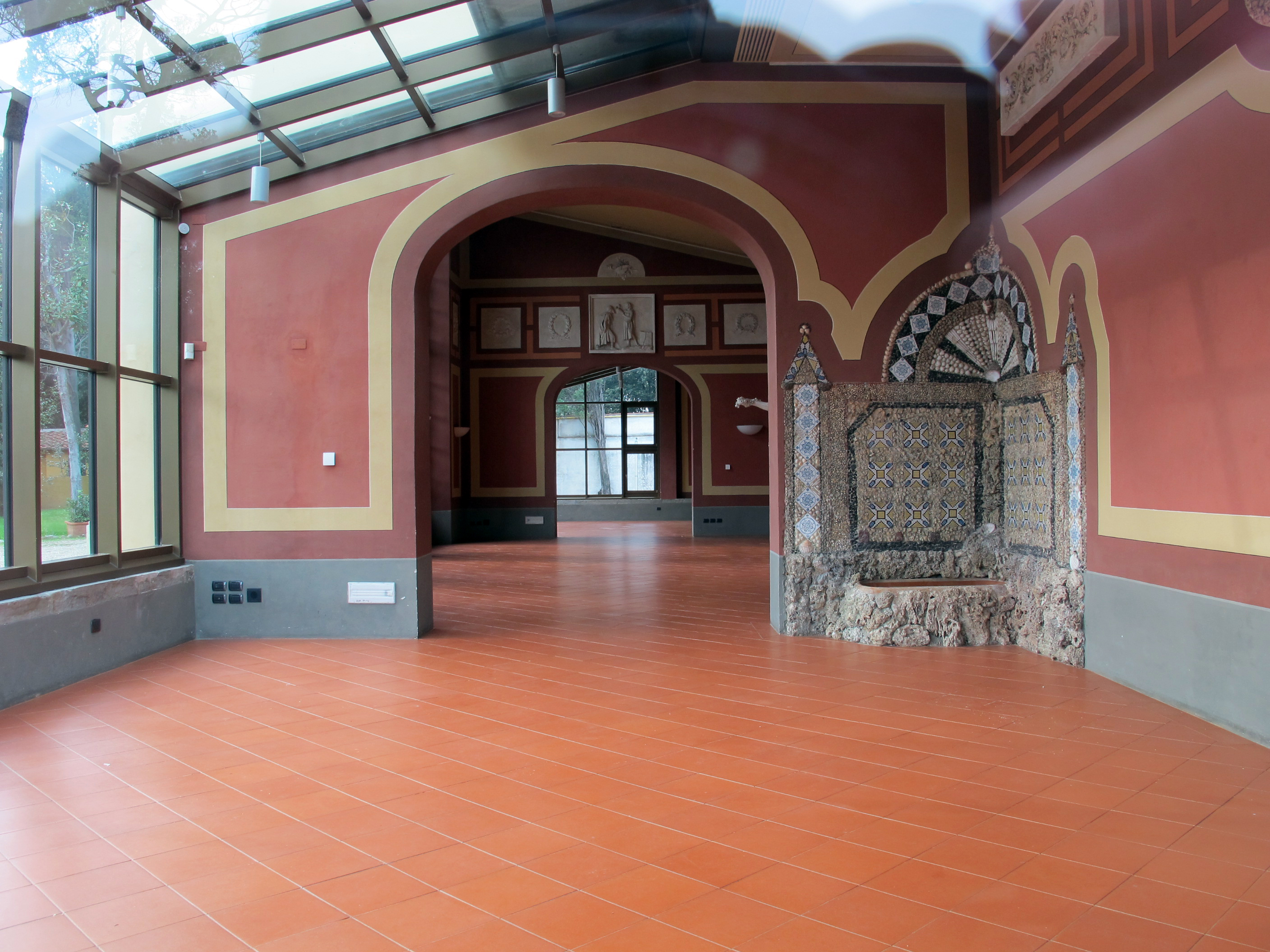
L'orangerie.
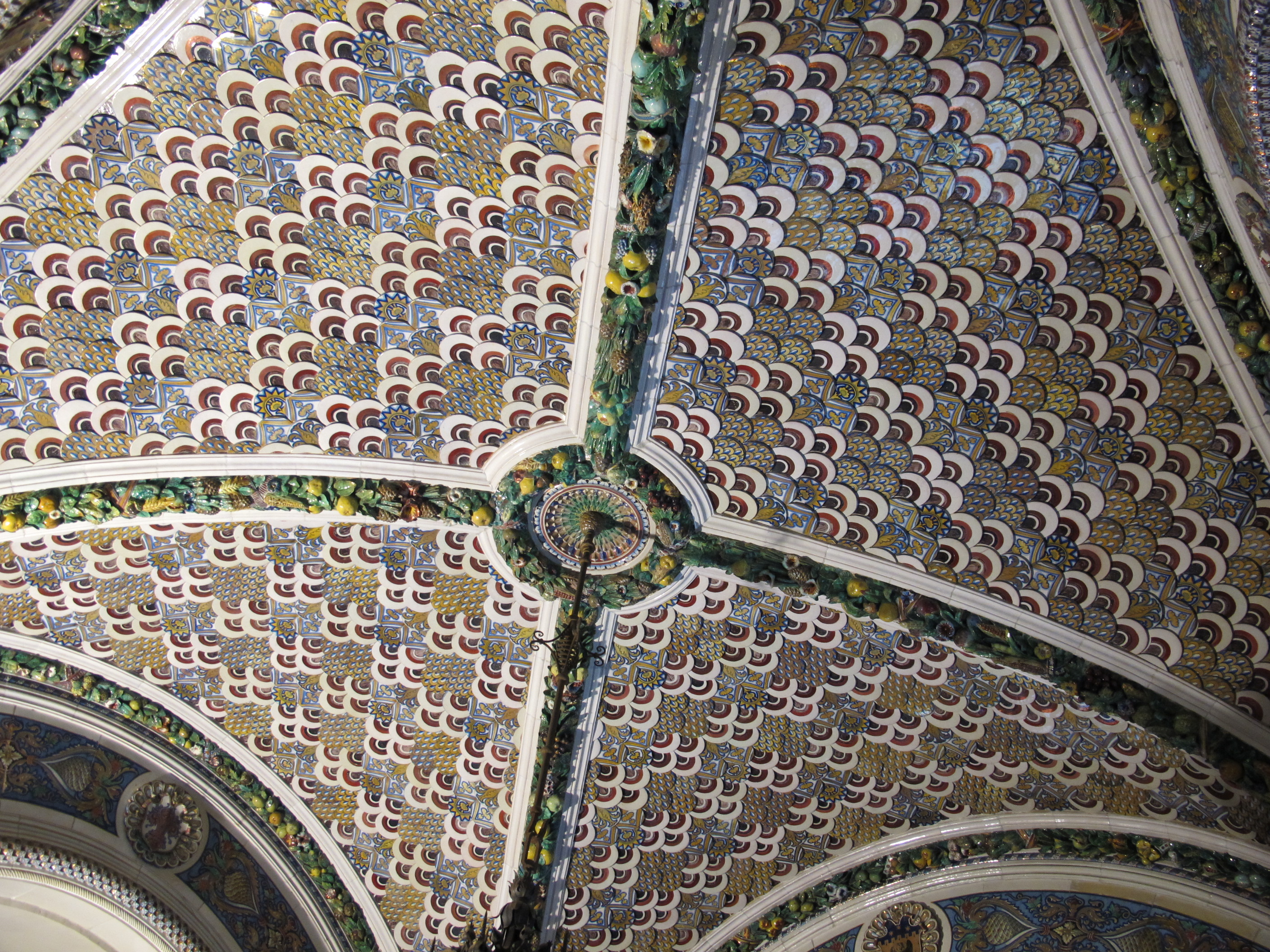
Plafond en majolique.
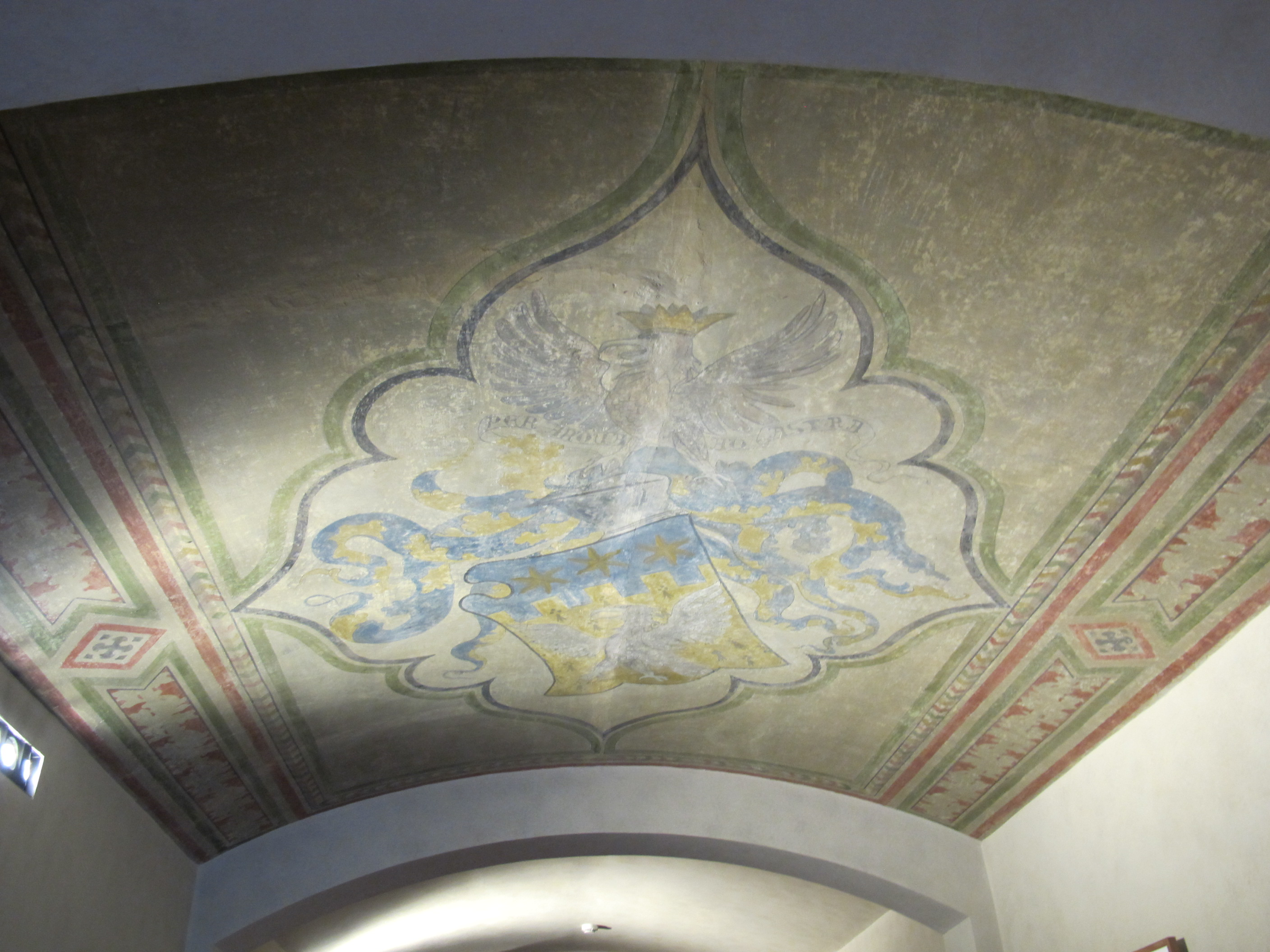
Fresque des voûtes.

## Les collections

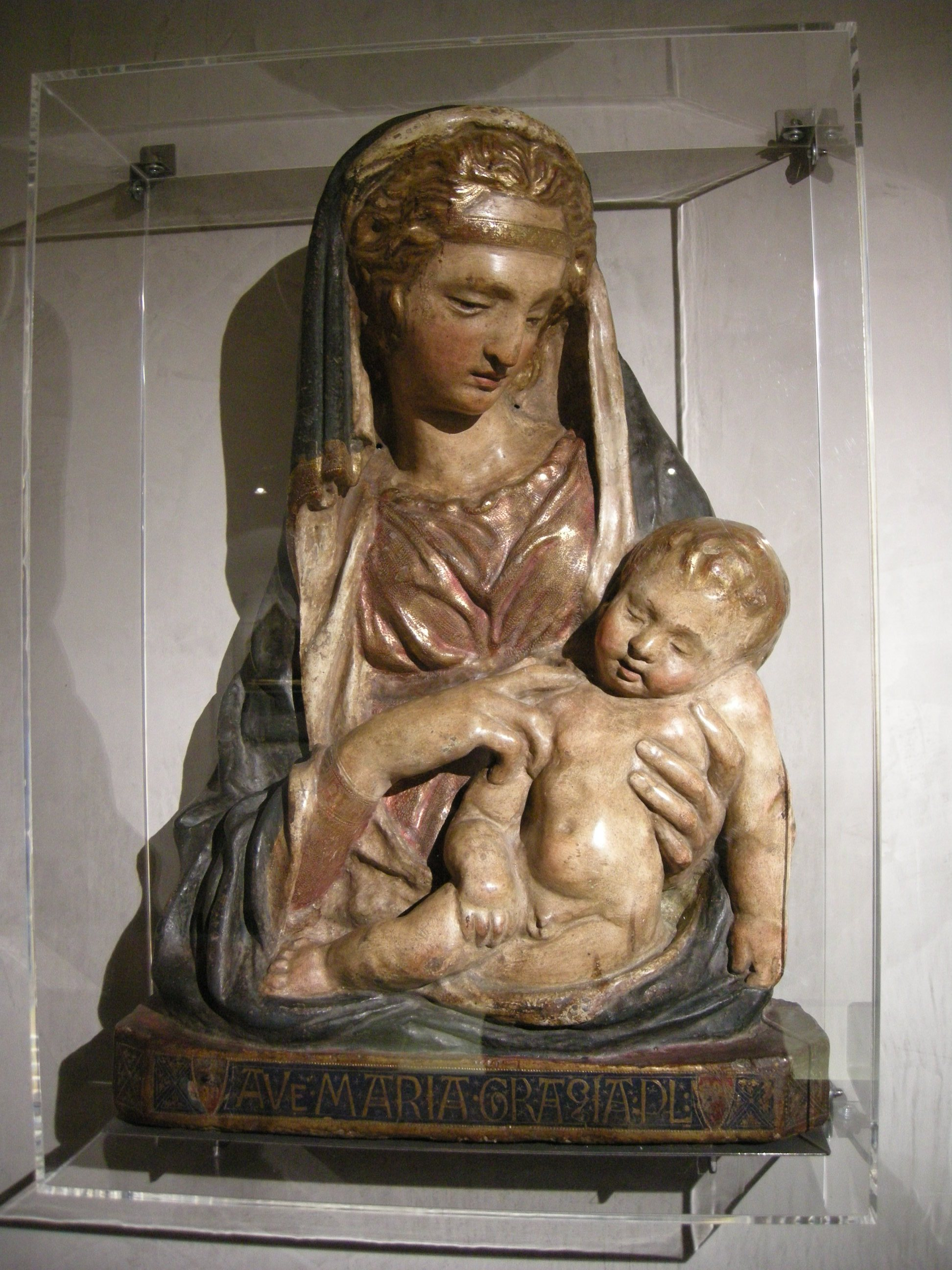
Madone en bois de Nanni di bartolo.
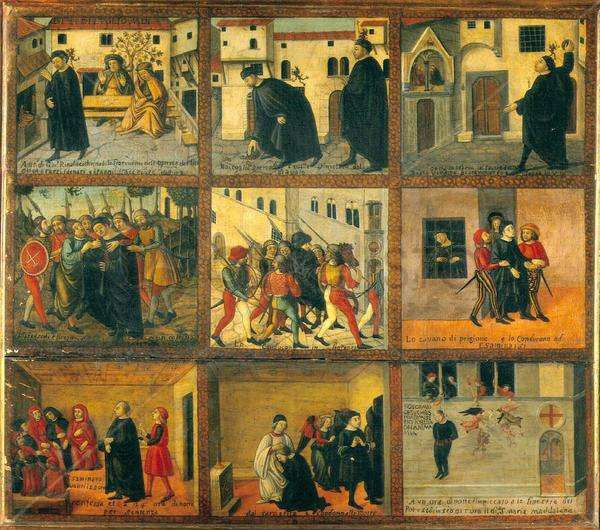
Storia di Antonio Giuseppe Rinaldeschi.
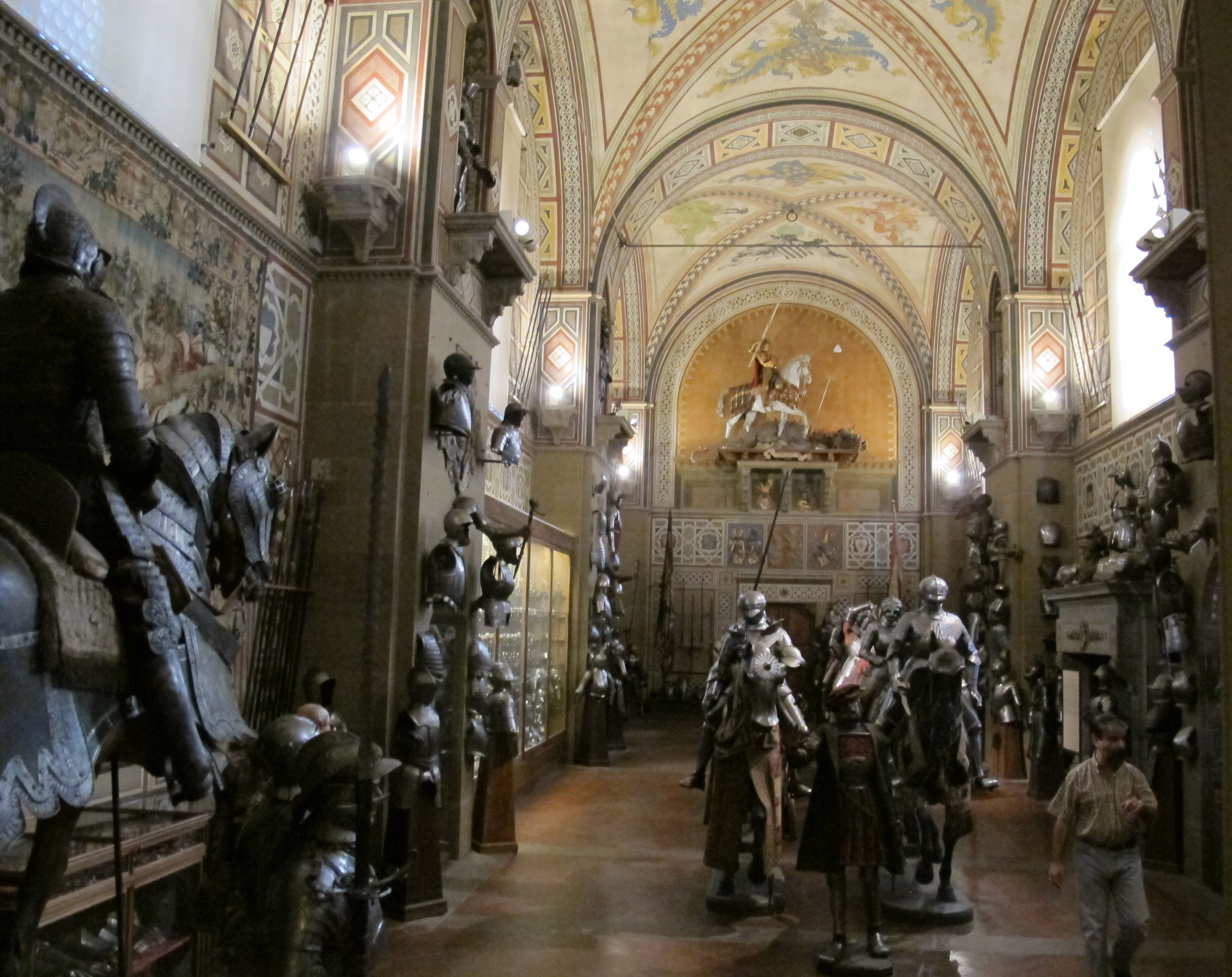
Salle de la Cavalcade.

## Extérieurs de la villa
Conforme au style des villas florentines avec la couleur des façades, ses décorations en terre cuite, ses terrasses.

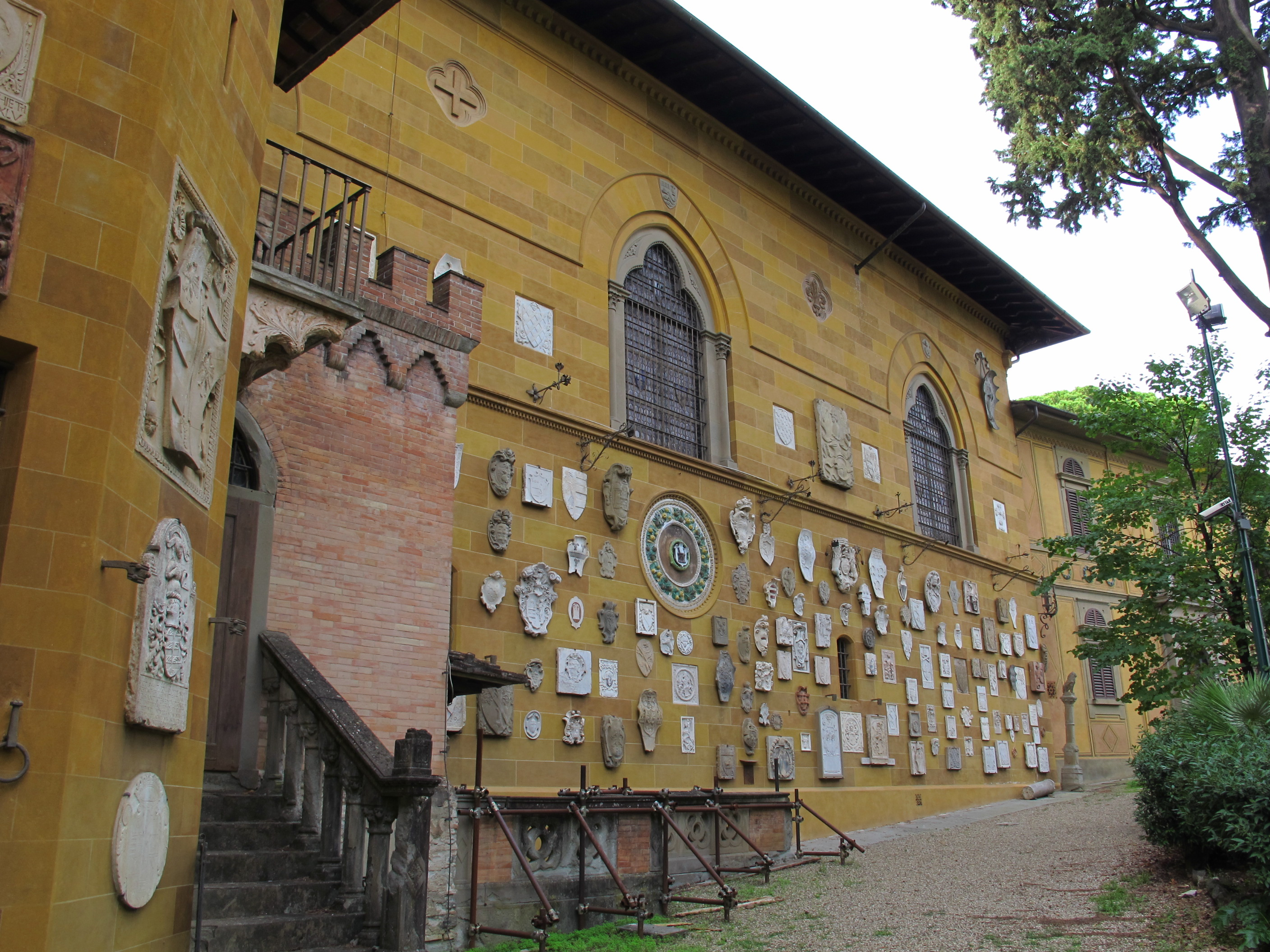
Façade à blasons.
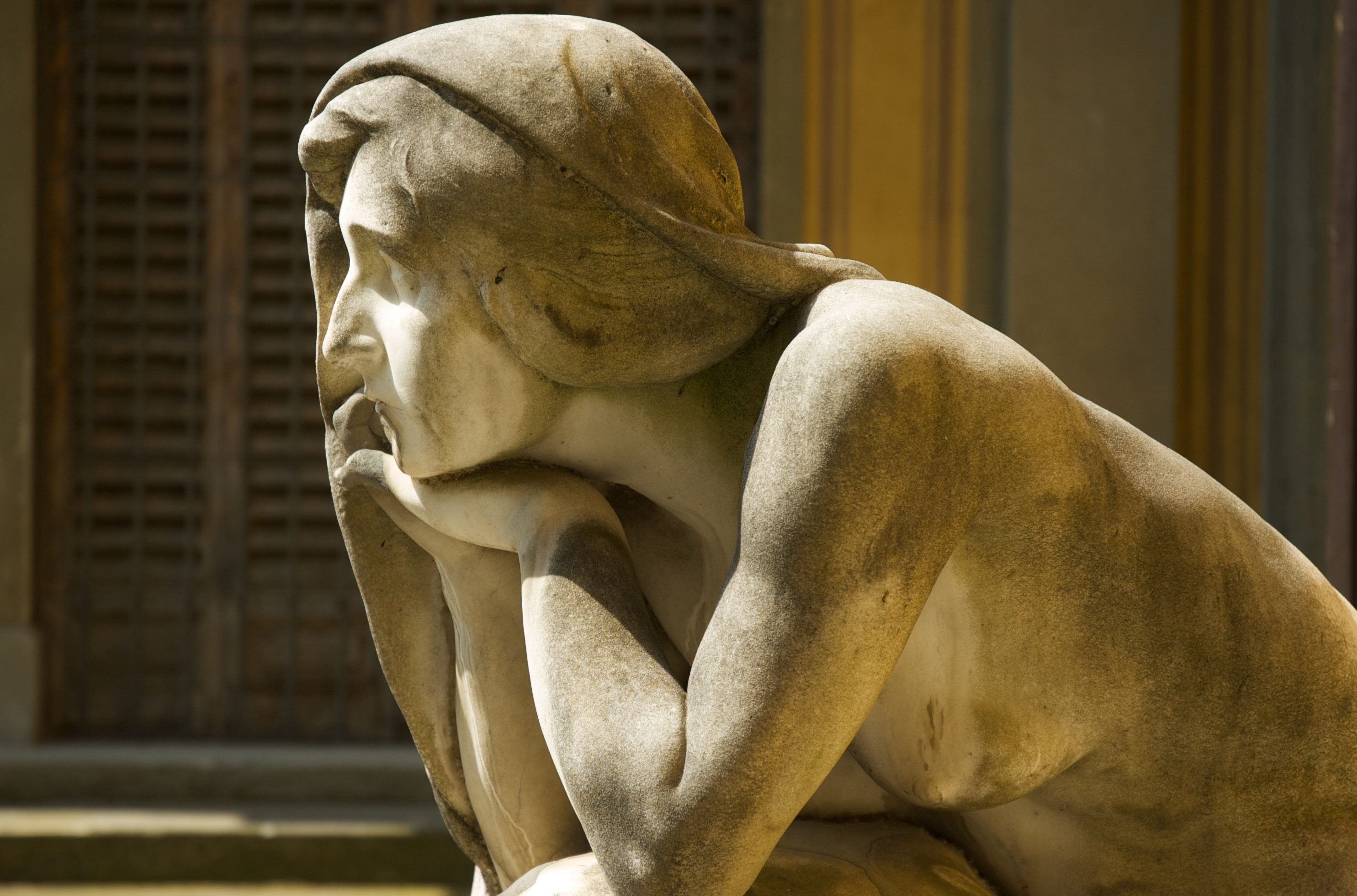
Statue de la terrasse.
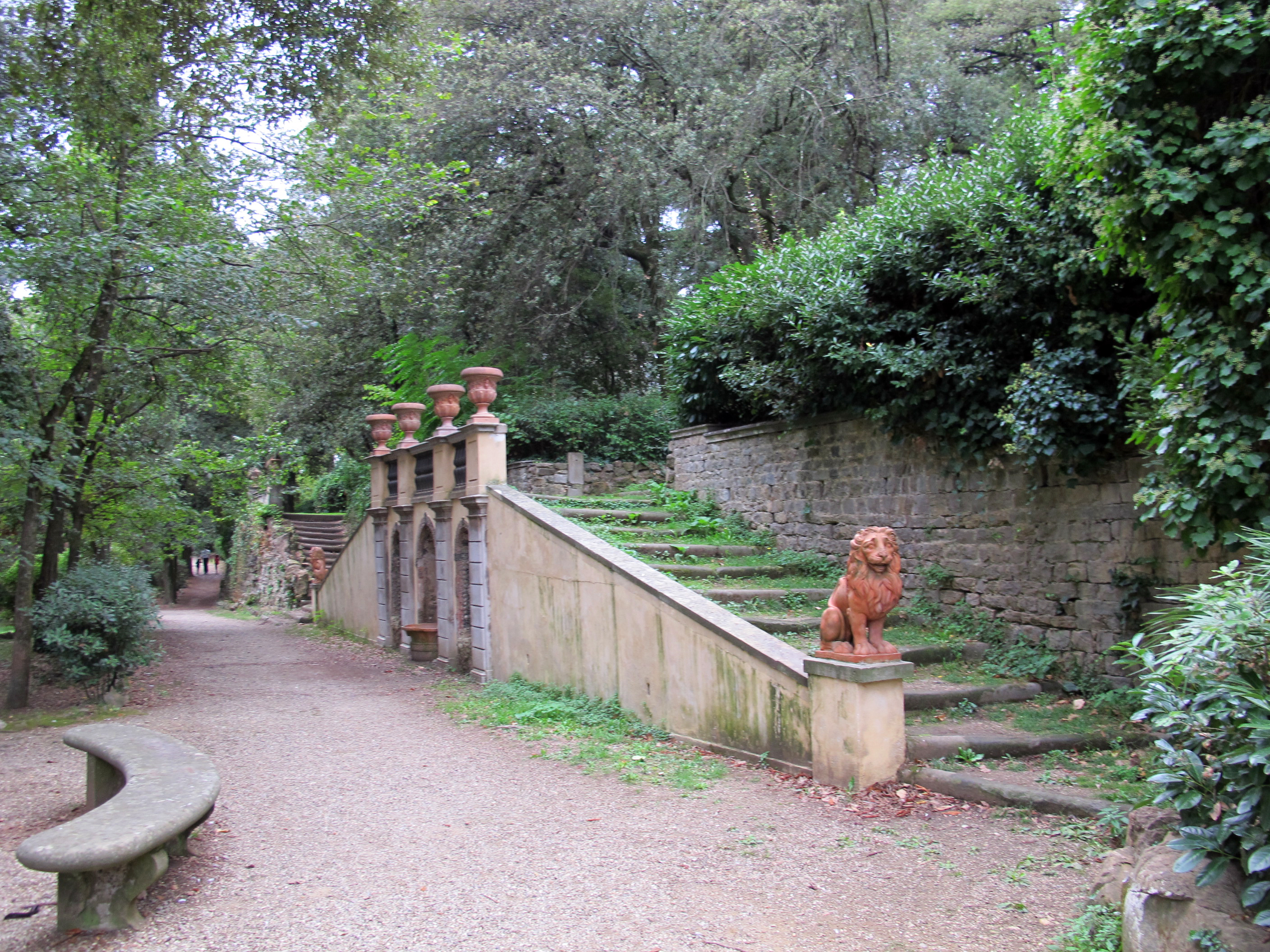
Escalier menant aux jardins.

## Le parc
Le grand parc à l'anglaise, à l'instar du parc des Cascine contemporain, abrite de curieux monuments, fontaines et sculptures. Il comprend de nombreux lieux typiques des domaines florentins : espaces arborés, statues, plans d'eau, faux temple, terracotte, grotte... De goût romantique est l'inclusion du petit lac, sur les rives duquel se reflète un petit temple de style néo-égyptien, tandis que le chemin décoré d'une rangée de sculptures et de bustes classiques est un élément typique du jardin italien préexistant.

Une touche romantique tardive est donnée par les ruines d'une cour gothique vénitienne, en marbre blanc, avec une belle tête de puits au centre. Les nombreuses statues en terre cuite disséminées dans le parc sont typiquement florentines. 

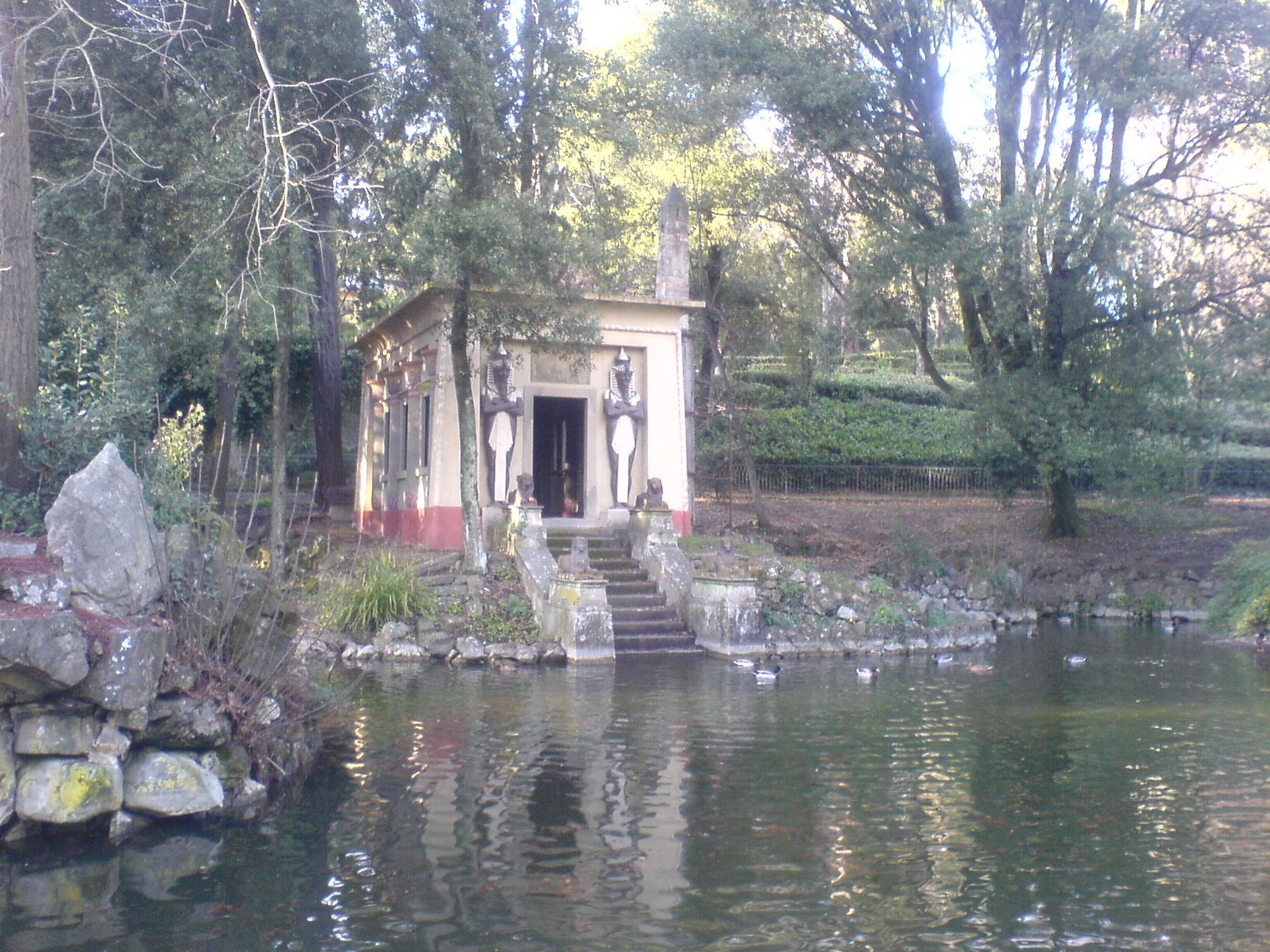
Le jardin et son temple égyptien donnant sur un petit lac.
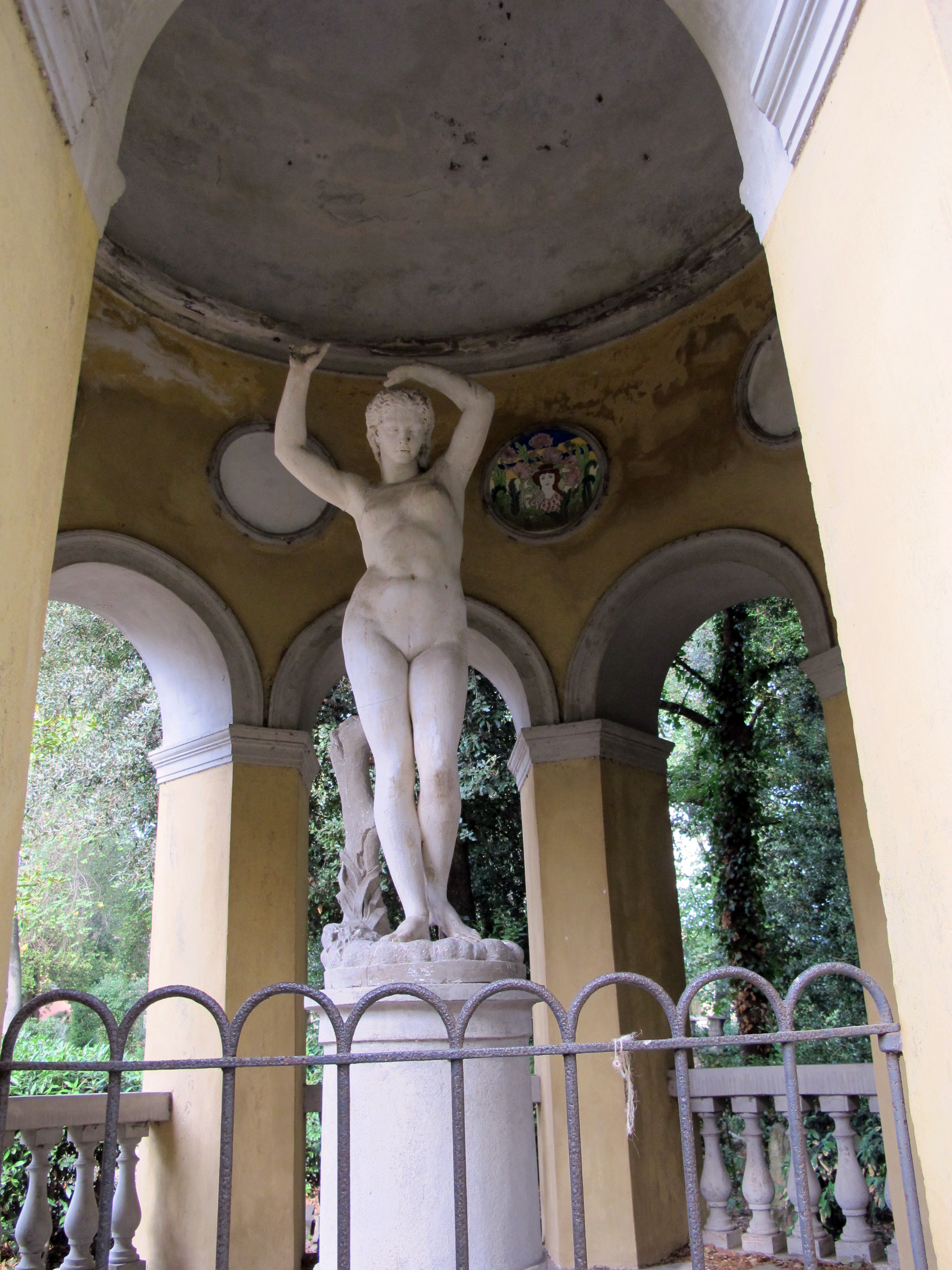
Gloriette.
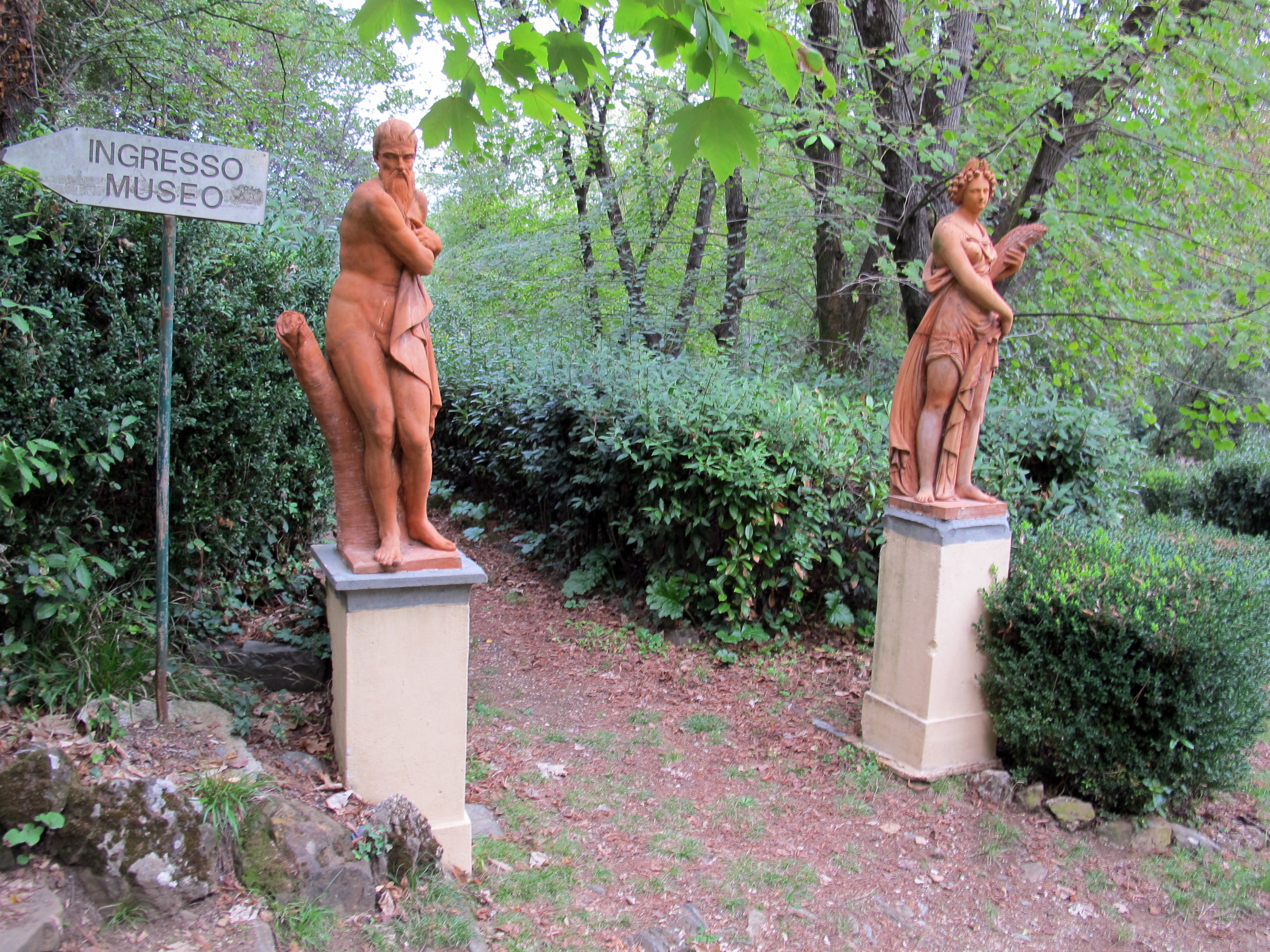
Statues de terracotta.